# Apeadero Kilómetro 12
Kilómetro 12 (km 12,6) es una estación ferroviaria ubicada en la ciudad de Tapiales, partido de La Matanza, Gran Buenos Aires, Argentina. Actualmente es cabecera del nuevo ramal Kilómetro 12-Libertad que reemplaza al ramal suspendido Puente Alsina-Aldo Bonzi tras el cese de operaciones de este en 2017 debido a un anegamiento de vías en la altura de la estación Puente Alsina.

## Ubicación
Se encuentra bajo la Autopista Ricchieri y la estación Ingeniero Castello del ramal a González Catán y frente a la estación Agustín de Elía del Ramal Haedo - Temperley de la Línea General Roca.

## Servicios
La estación corresponde al Ferrocarril General Belgrano de la red ferroviaria argentina. A partir del año 2015 es operada por la empresa estatal Trenes Argentinos.
El servicio es prestado por unidades múltiples diésel exclusivamente para el servicio de pasajeros.
La estación (apeadero) es una de las pocas que cuenta con andenes provisorios en la Línea pero cuenta con sistemas de cámaras de seguridad, iluminación, tótem SUBE y guardia permanente. No cuenta con acceso para sillas de ruedas ni facilidades para personas con movilidad reducida.
Se estima que el ramal KM 12 - La Salada sea reactivado por la empresa estatal Trenes Argentinos Operaciones (Martín Marinucci) conjuntamente con el Ministerio de Transporte de la Nación quien mencionaron su reapertura. 
Según expresó el Gerente de la Línea Belgrano Sur Daniel Novoa, la reactivación se realizaría luego de finalizar las obras del nuevo viaducto que une las estaciones de Aldo Bonzi y Tapiales. 
La obra del viaducto consiste en reducir considerablemente el tiempo de viaje y mejorar la seguridad operacional, ya que el mismo tendrá la ventaja de ser vía doble (ascendente y descendente) y además de evitar el cruce con el Ramal ferroviario Haedo-Temperley.

## Imágenes

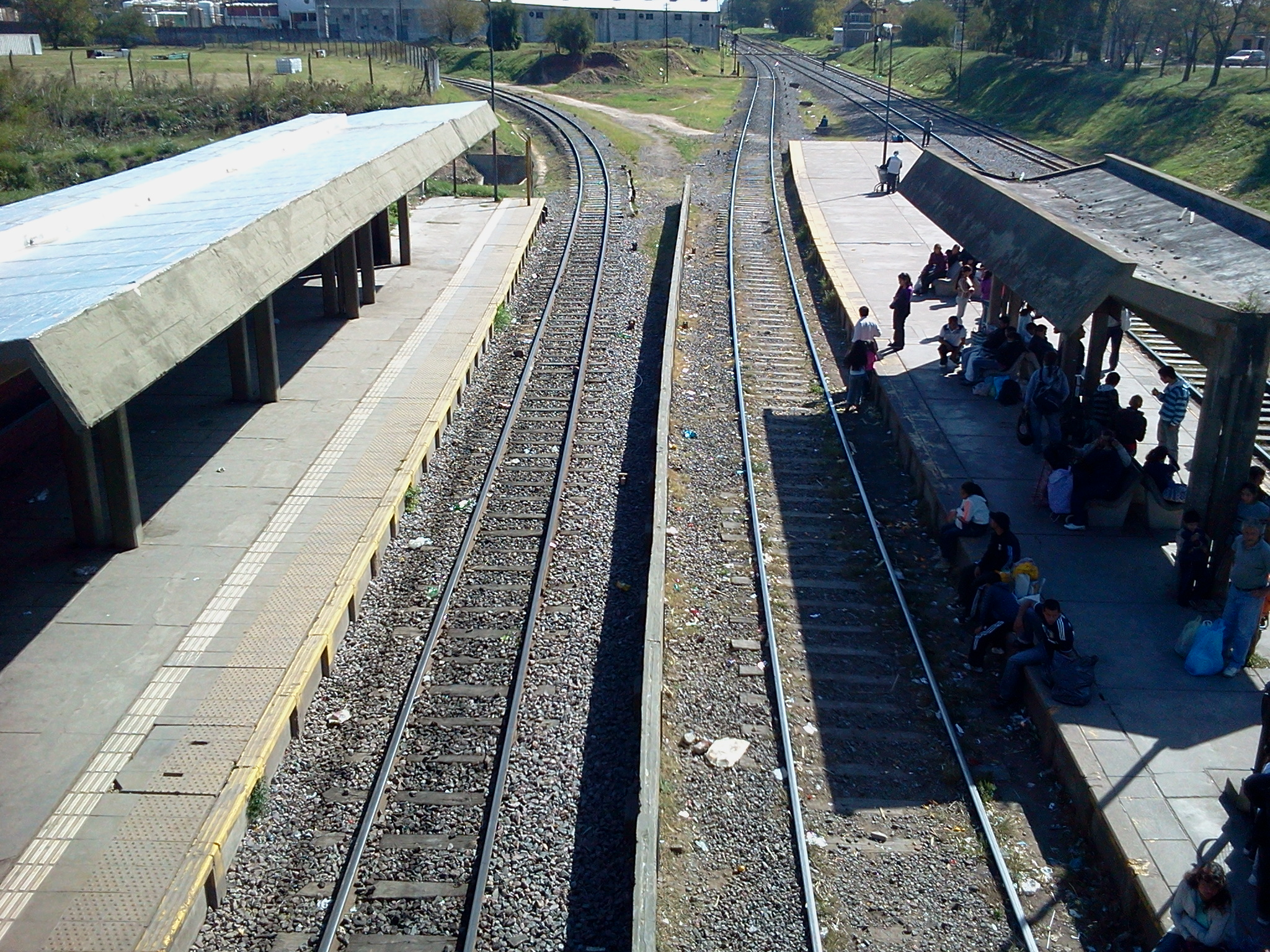
Km 12 (izquierda), A. de Elía (derecha)